# Mausolée provincial des prisonniers politiques et des déportés
 (avril 2025).
Le Mausolée provincial des prisonniers politiques et des déportés est un monument situé à Menin, Flandre occidentale, érigé à la mémoire des prisonniers politiques belges déportés dans des camps de concentration par des prisonniers pendant la Seconde Guerre mondiale. Le nombre de personnes déportées via Menin est utilisé pour cartographier les horreurs des camps.

## Histoire
En 1958, le mausolée a été fondé par les survivants Maurice Dupont et Fernand Pauwels, avec le soutien de la province de Flandre occidentale et des autorités locales. Il s’agit d’un hommage durable aux victimes et d’un avertissement aux générations futures sur les conséquences de l’oppression et de la dictature,.
Maurice Dupont et Fernand Pauwels étaient tous deux des résistants belges originaires de Menin, arrêtés par l'occupant allemand pendant la Seconde Guerre mondiale et déportés dans des camps de concentration. Malgré les conditions inhumaines, ils ont survécu aux camps et sont rentrés en Belgique après la guerre. Ensemble, ils prirent l'initiative de créer le Mausolée provincial des prisonniers politiques et des déportés à Menin, inauguré en 1959.

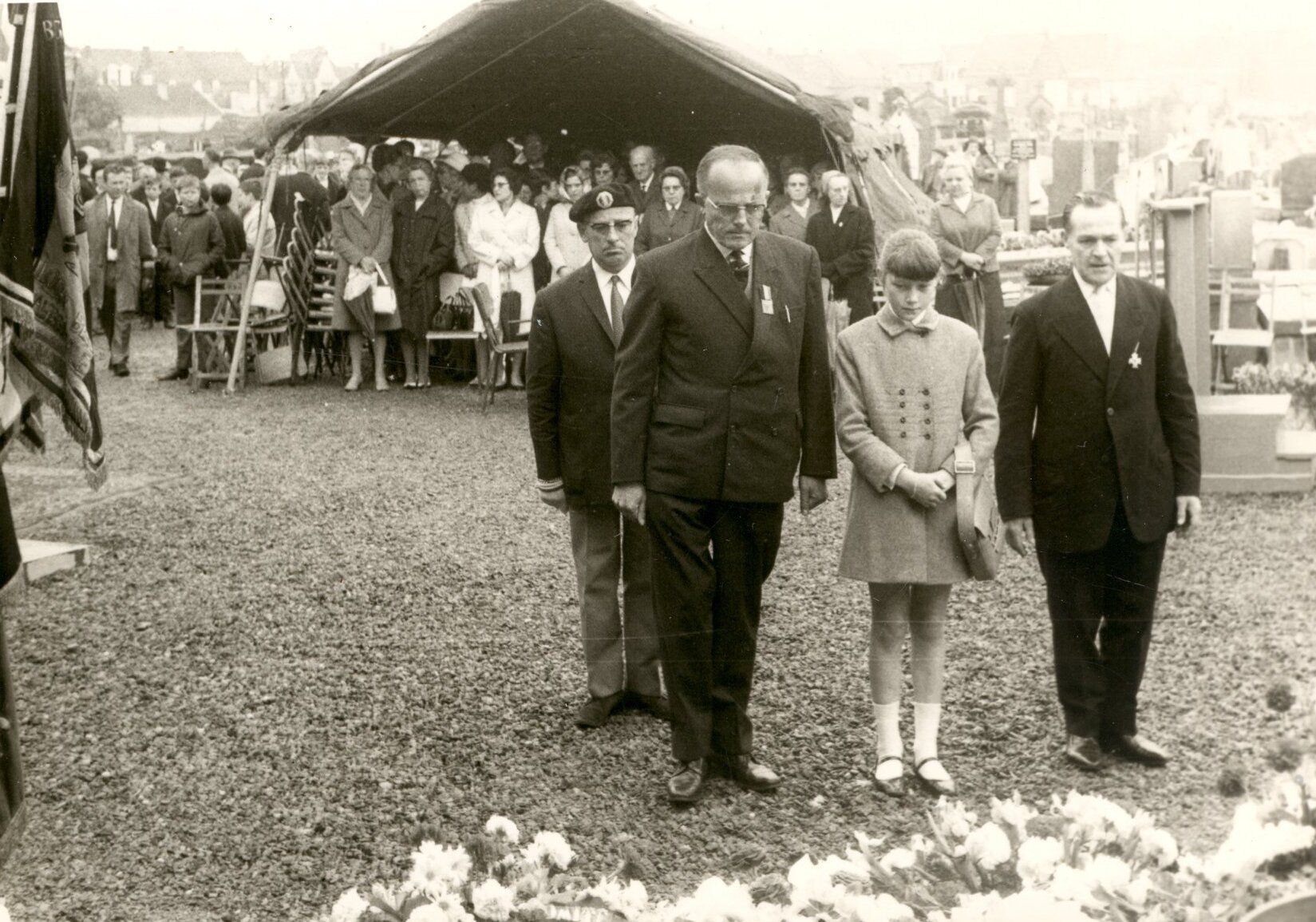
Sur l’image, vous voyez trois des forces motrices. Au premier plan Maurice Dupont, fondateur, avec sa fille Iris Dupont. A droite Fernand Pauwels et à gauche Josephe Boddaerd.

Chaque année, à l'occasion de la fête des pères, une cérémonie commémorative a lieu au mausolée. L'un des moments centraux de cette cérémonie est l'appel des camps, au cours duquel les noms des dix-huit camps de concentration sont appelés et des fleurs sont déposées par les petits-enfants et arrière-petits-enfants d'anciens prisonniers politiques. Cette cérémonie se déroule en présence des membres des familles, des survivants, des représentants du gouvernement belge, des représentants de la Défense ( Belgique ) et des diplomates étrangers.
Le mausolée a non seulement une importance historique, mais aussi une valeur symbolique en tant que lieu de mémoire et de réflexion. Il souligne l’importance de résister à l’oppression et de transmettre l’histoire aux générations futures. Outre ce monument, il existe en Belgique plusieurs sites commémoratifs qui honorent les victimes de la Seconde Guerre mondiale, comme le Fort de Breendonk et la Kazerne Dossin.

## Aujourd'hui
Le Mausolée provincial des prisonniers politiques et des déportés de Menin reste un lieu de mémoire important. Chaque année, le premier dimanche de juin, une cérémonie commémorative a lieu en l'honneur des victimes. Cette cérémonie est organisée par la Société Royale des Porteurs de Décorations et Médailles de Belgique, division régionale de Courtrai.
Le mausolée, situé à l'arrière de l'ancien cimetière municipal (cimetière du parc) dans la rue d'Ypres, est entretenu et soutenu par la province de Flandre occidentale et la ville de Menin. Il reste accessible aux visiteurs qui souhaitent réfléchir à l'histoire et aux sacrifices des prisonniers politiques et des déportés pendant la Seconde Guerre mondiale
Outre les commémorations annuelles, des initiatives telles que la pose de pierres d'achoppement à Menin, Lauwe et Rekkem rendent hommage aux victimes et perpétuent leurs histoires. Ces efforts soulignent l’importance continue du mausolée en tant que symbole de souvenir et de sensibilisation.

## Programme
Le programme de la cérémonie de commémoration au Mausolée provincial des prisonniers politiques et des déportés est le suivant :
- 10h00 : Arrivée des personnalités et des invités
- 10h00 : Début de la cérémonie de commémoration
- 10h05 : Arrivée de la torche de Flossenbürg et de la province de Flandre occidentale
- 10h10 : Allumage des torches de Flossenbürg et de la province de Flandre occidentale
- 10h20 : Discours du président de la cérémonie de commémoration du mausolée provincial
- 10h25 : Discours du maire de la ville de Menin
- 10h35 : Levée du drapeau belge ("groet aan de vlag")
- 10h40 : Le regard des jeunes sur le monde (adolescent lisant un texte sur sa vision du monde (moderne))
- 10h55 : Kampappel (texte sur les horreurs des camps de concentration, lu par les arrière-petits-enfants de prisonniers politiques) Et dépôt de fleurs ( rose ) par les arrière-petits-enfants de prisonniers politiques
- 11h05 : Minute de silence, en mémoire des victimes des camps de concentration
- 11h20 : Dépôt de fleurs par les personnalités, les invités et les membres de la famille
- 11h30 : Brabançonne ( Hymne national belge )
- 11h35 : Extinction des torches de la province de Flandre occidentale et du camp de concentration de Flossenbürg
- 11h40 : Salut des porte-drapeaux (ou cortège des drapeaux) au mausolée
- 11h45 : Fin de la cérémonie de commémoration (et signature du livre hommage)

## Monument

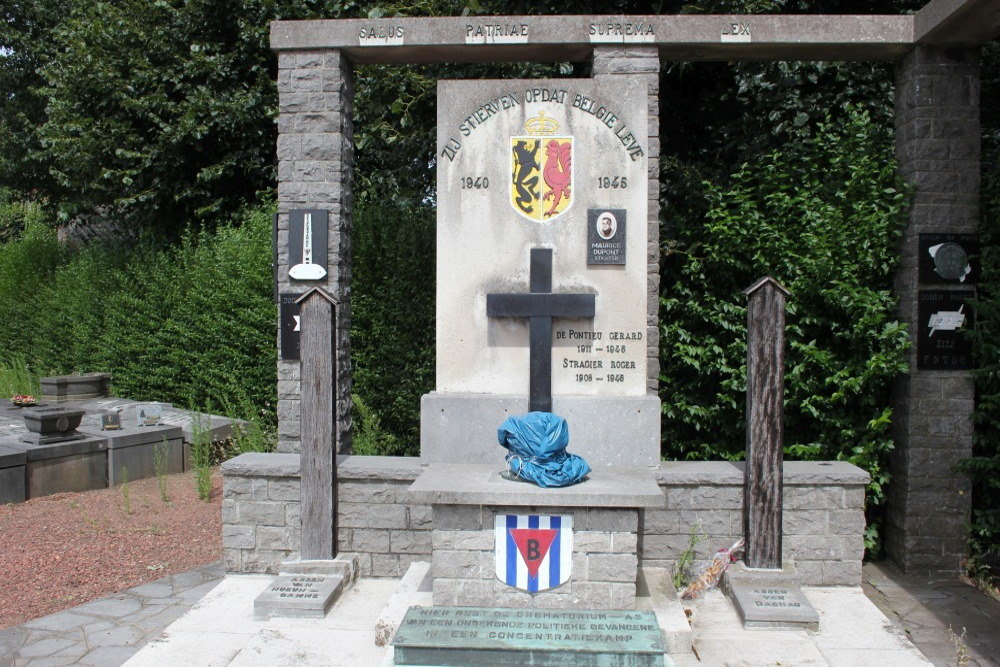
Photo du texte sur le monument

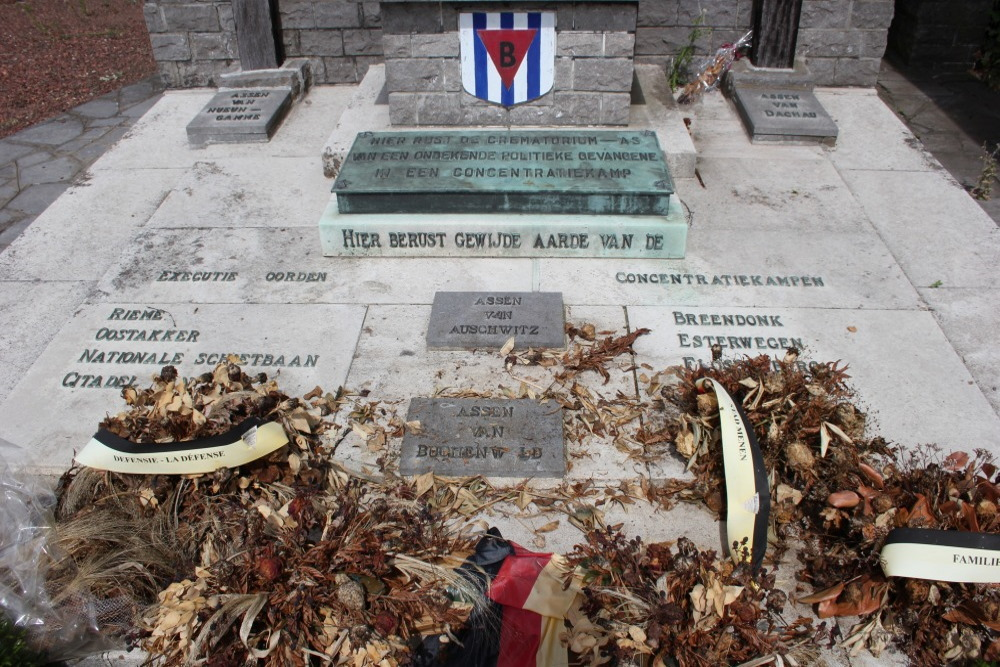
Photo du texte (au sol) sur le monument

Le mausolée a été érigé en 1958 et le monument a été inauguré le 14 juin 1959.
Textes sur le monument :
- SALUT LA PATRIE SUPREMA LEX
- ZIJ STIERVEN OPDAT BELGIE LEVE 1940 1945

Textes sur la plaque de bronze
- HIER RUST DE CREMATORIUM-AS VAN EEN ONBEKENDE POLITIEKE GEVANGENE IN EEN CONCENTRATIEKAMP

Textes sur la tombe
- HIER BERUST GEWIJDE AARDE VAN DE EXECUTIEOORDEN RIEME OOSTAKKER NATIONALE SCHIETBAAN CITADEL VAN LUIK CONCENTRATIEKAMPEN BREENDONK ESTERWEGEN FLOSSENBURG

Textes sur les poteaux
(ESSIEUX DE...)
- ASSEN VAN NEUENGAMME
- ASSEN VAN DACHAU
- ASSEN VAN AUSCHWITZ
- ASSEN VAN BUCHENWALD

Textes sur le mur
- AUSCHWITZ
- BERGEN-BELSEN
- BUCHENWALD
- DACHAU
- ESTERWEGEN
- FLOSSENBURG
- GROSS-ROSEN
- MADJANEK
- MAUTHAUSEN
- MITTELBAU
- NATIVE SWEILER
- NOUVEAU JEU
- RAVENSBRUCK
- SACHSENHAUSE
- STUTTHOF
- TEREZÍN
- VOL
- VARSOVIE
- WEVELSBOURG

## Photos

### Photos contemporaines

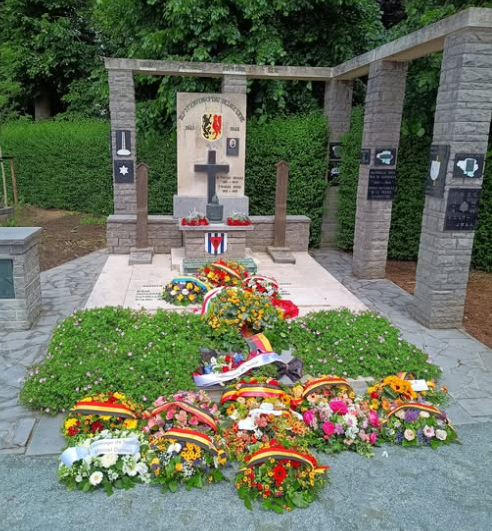
Fleurs au monument
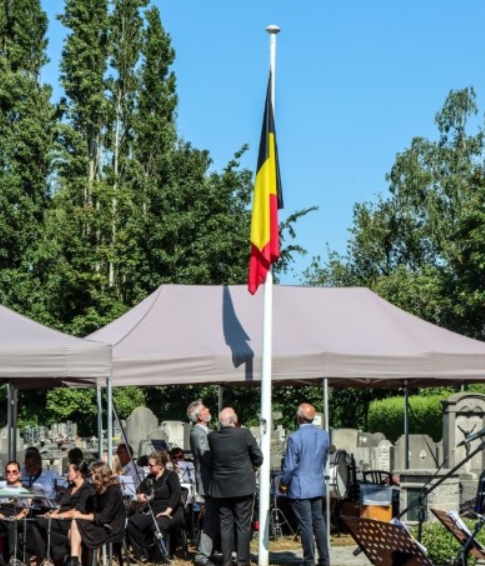
Lever le drapeau
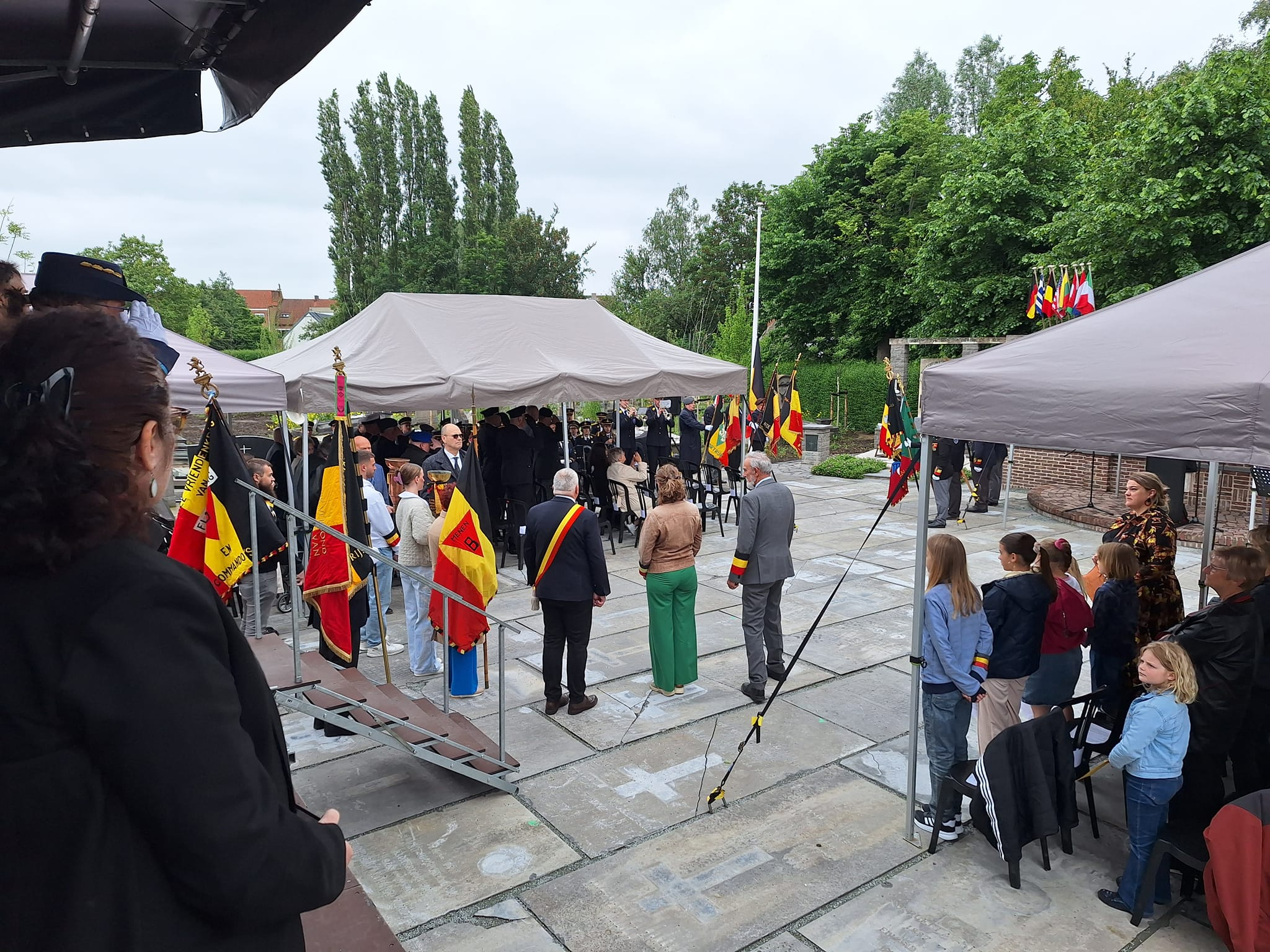
Allumage des torches
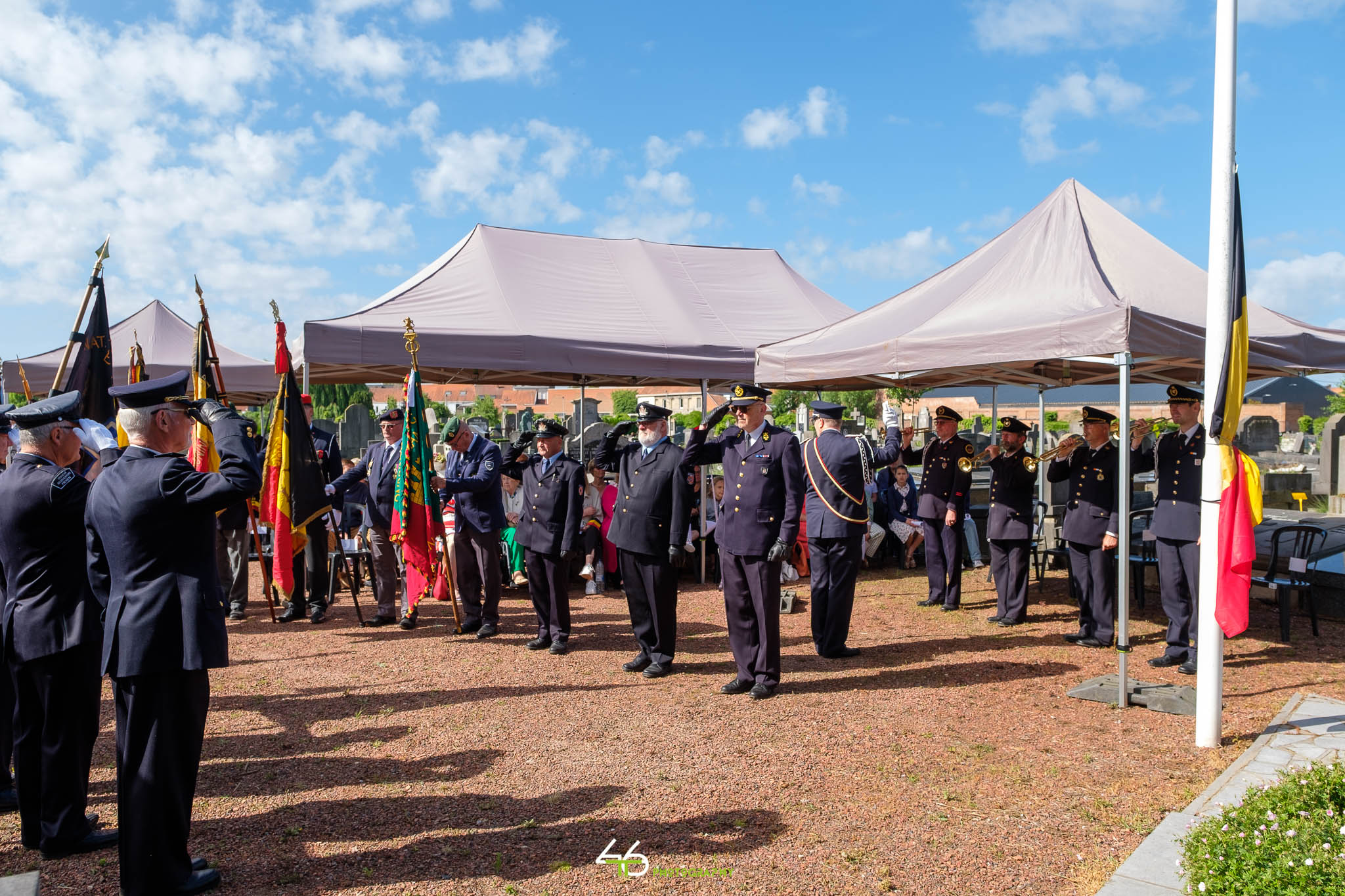
Arrivée du cortège du drapeau
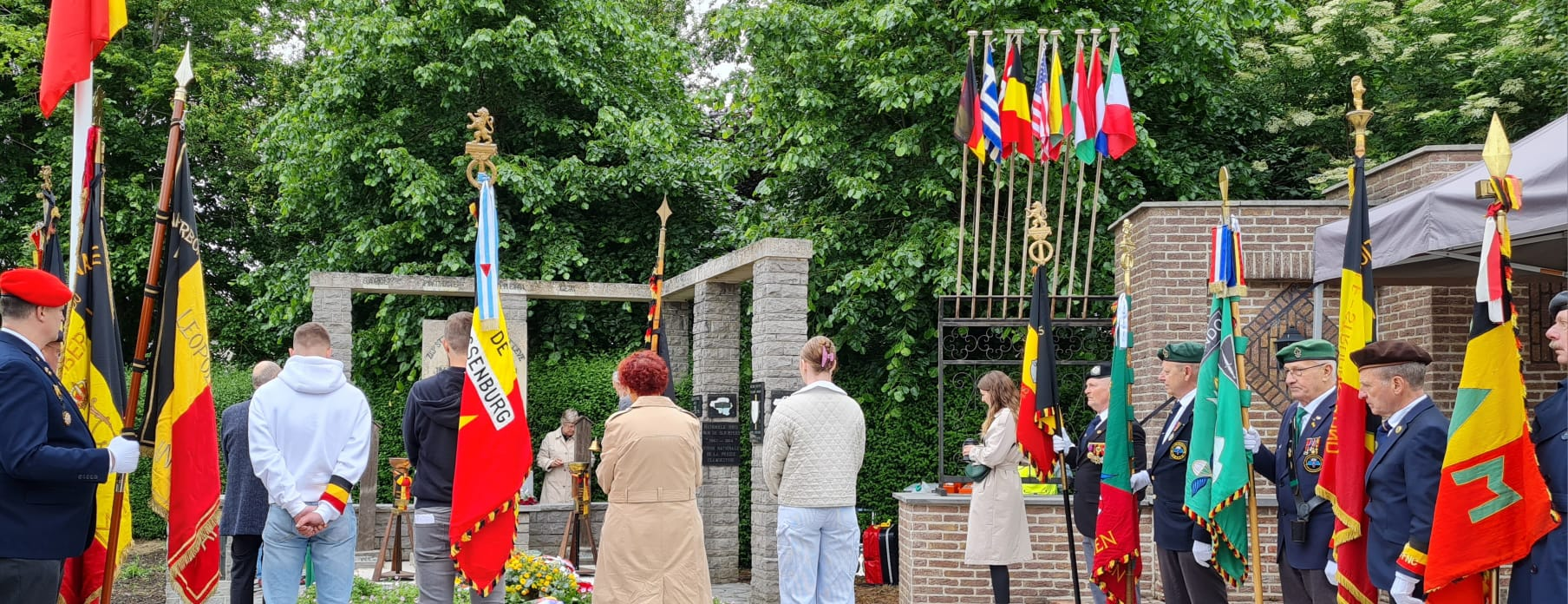
Salutations du cortège du drapeau
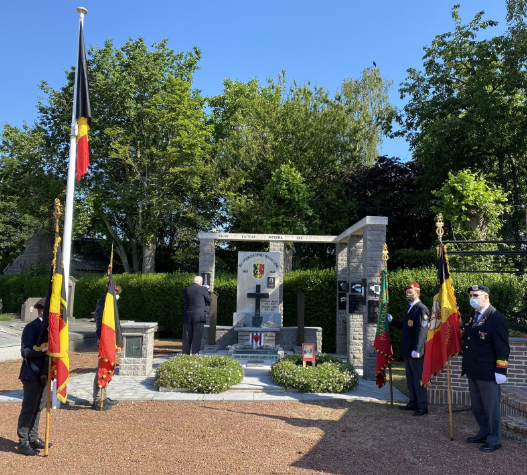
Salutations du cortège du drapeau

### Photos du passé

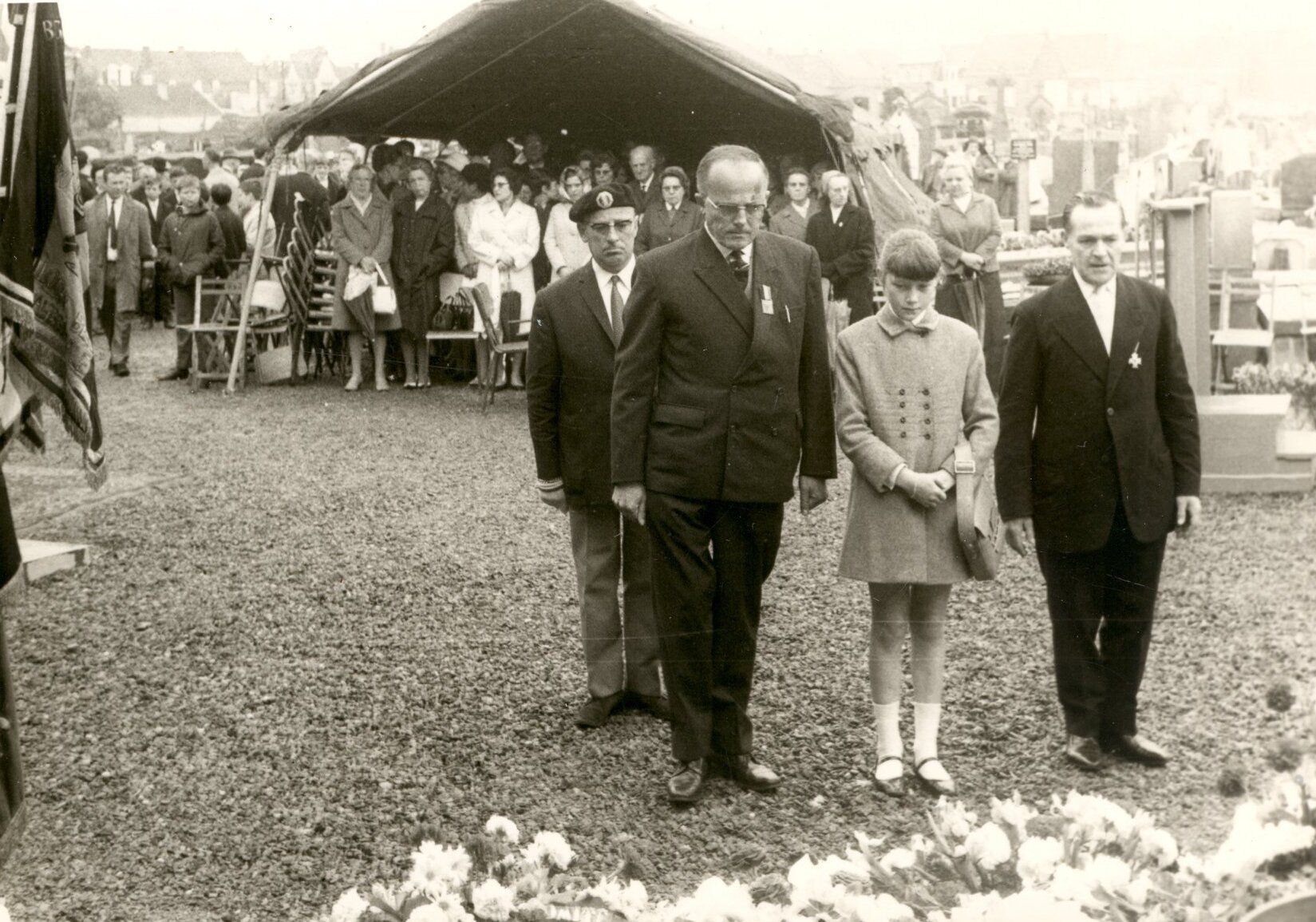
Dépôt de fleurs par les prisonniers politiques
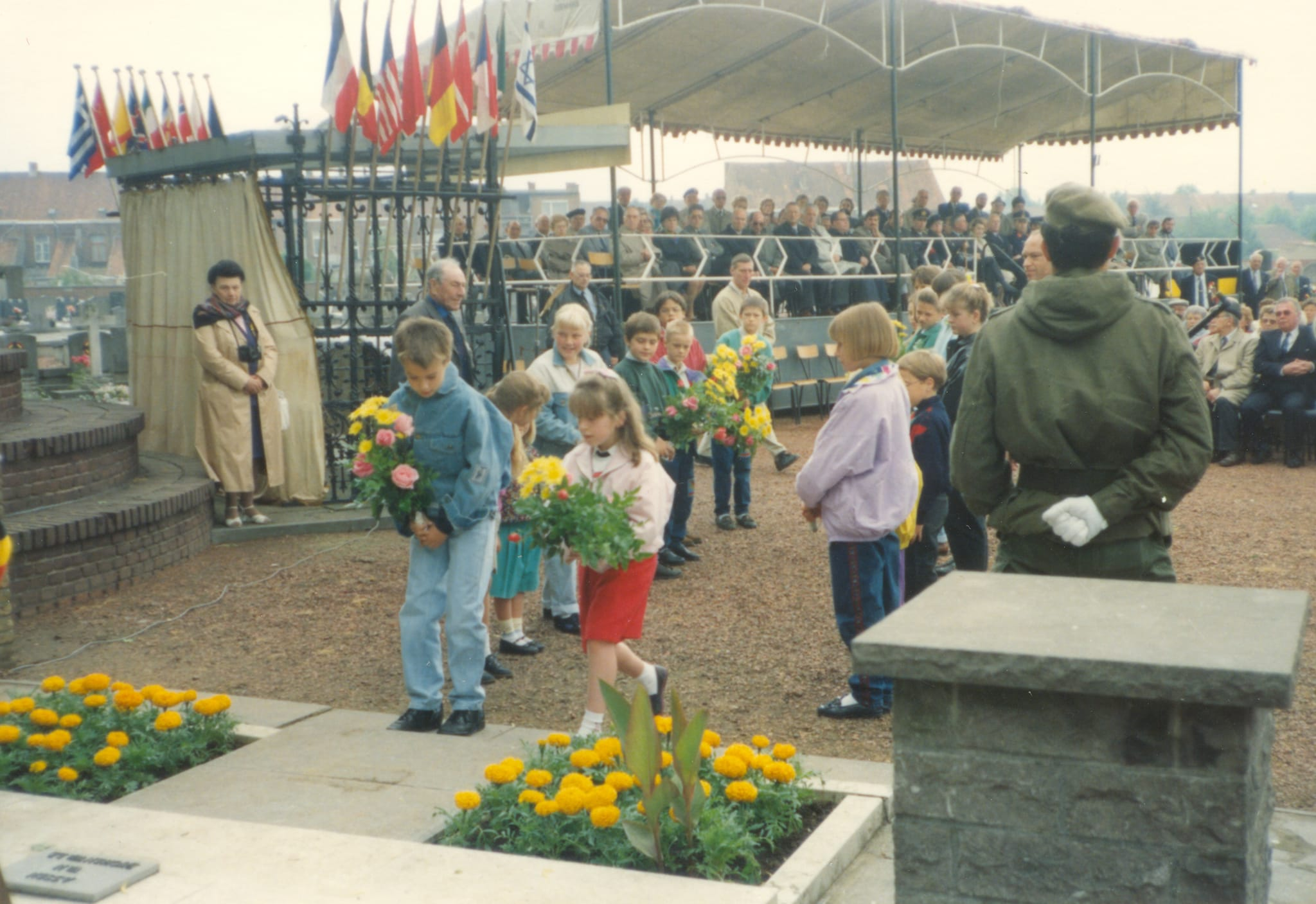
Dépôt de fleurs par les petits-enfants
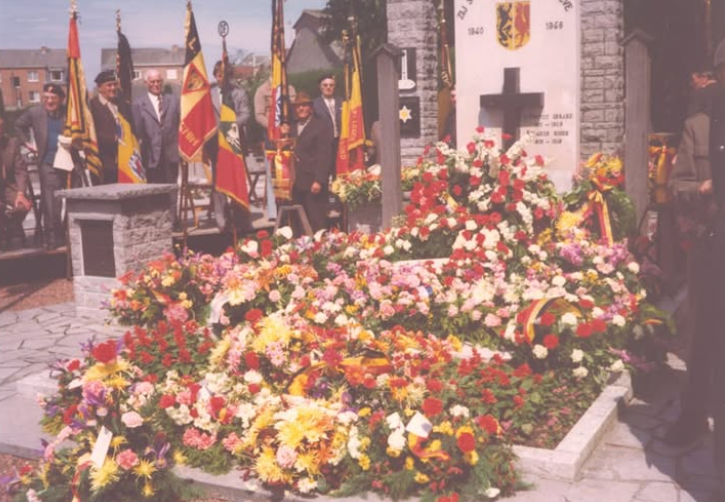
Fleurs au monument